# Дембіна (Малопольське воєводство)
Дембіна (пол. Dębina) — село в Польщі, у гміні Жезава Бохенського повіту Малопольського воєводства.
Населення — 364 особи (2011).
У 1975-1998 роках село належало до Тарновського воєводства.

## Демографія
Демографічна структура станом на 31 березня 2011 року:
|          | Загалом | Допрацездатний вік | Працездатний вік | Постпрацездатний вік |
| -------- | ------- | ------------------ | ---------------- | -------------------- |
| Чоловіки | 187     | 47                 | 128              | 12                   |
| Жінки    | 177     | 36                 | 109              | 32                   |
| Разом    | 364     | 83                 | 237              | 44                   |